# Consagração do mundo ao Imaculado Coração de Maria

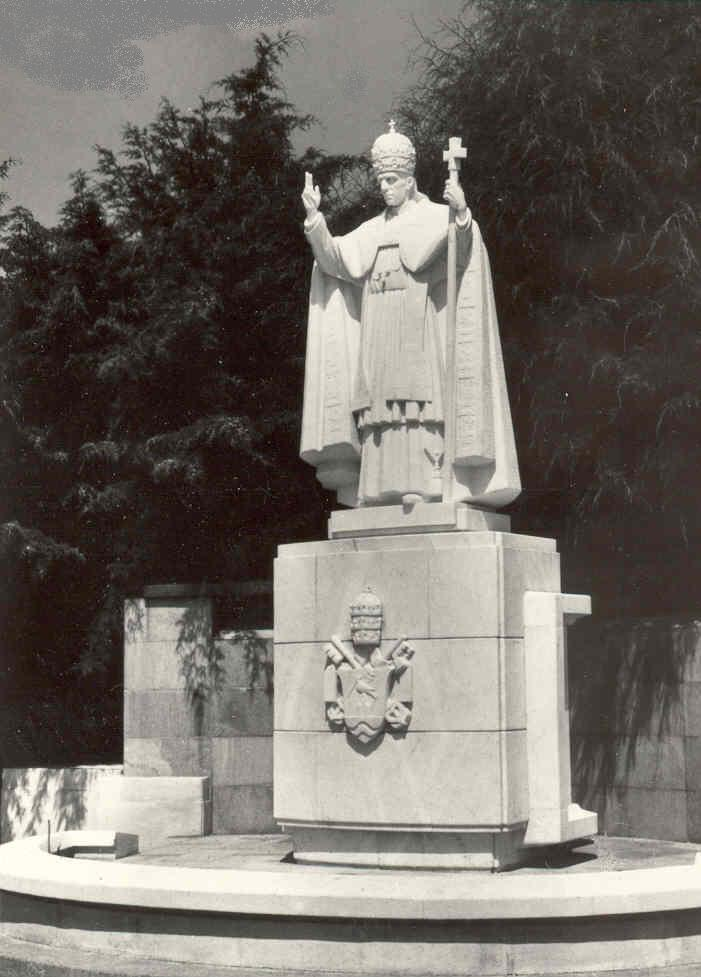
Monumento dedicado ao Papa Pio XII no Santuário de Fátima.

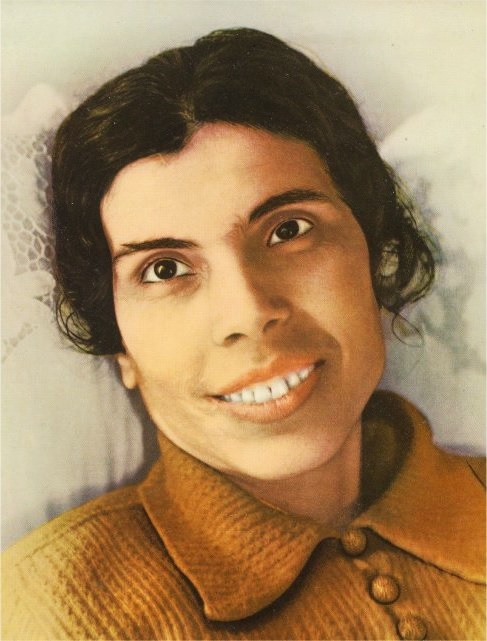
Beata Alexandrina de Balazar foi a grande mensageira de Jesus para o pedido de Consagração do Mundo ao Imaculado Coração de Maria realizada pelo Papa Pio XII.

A Consagração do Mundo ao Imaculado Coração de Maria foi um ato consecratório feito pelo Papa Pio XII a 31 de outubro de 1942, no seguimento de diversos pedidos que lhe foram endereçados por diversas pessoas e associações. Uma dessas solicitações partiu de Portugal pela Beata Alexandrina de Balazar, e ocorreu imediatamente antes dos principais pontos de viragem da Segunda Guerra Mundial. O Santo Padre consagrou à Santíssima Virgem Maria não somente a Igreja Católica, mas toda a Humanidade.
A consagração solene ao Imaculado Coração de Maria foi pronunciada em um momento crítico da Segunda Guerra Mundial. Sob o comando de Erwin Rommel, as tropas alemãs haviam conquistado partes estratégicas da África do Norte e estavam avançando para o Canal de Suez. No Pacífico, as forças imperiais japonesas ocupavam territórios cada vez maiores, enquanto a União Soviética sofria com a contínua expansão da invasão alemã. Diante da situação, o Papa Pio XII, como seus antecessores, depositou sua confiança na oração. Em 31 de outubro de 1942, convocou uma cruzada de oração para a Rainha da Paz, porque somente ela poderia ajudar. Em seguida, dedicou todo o gênero humano ao Imaculado Coração de Maria.
(...) Rainha do Santíssimo Rosário, auxílio dos cristãos, refúgio do gênero humano, vencedora de todas as grandes batalhas de Deus! Ao vosso trono súplice nos prostramos, seguros de conseguir misericórdia e de encontrar graça e auxílio oportuno nas presentes calamidades, não pelos nossos méritos, de que não presumimos, mas unicamente pela imensa bondade do vosso Coração materno.
A Vós, ao vosso Coração Imaculado, Nós como Pai comum da grande família cristã, como Vigário d’Aquele a quem foi dado o poder no céu e na terra (Mt. 28, 18), e de quem recebemos a solicitude de quantas almas remidas com o seu sangue povoam o mundo universo, - a Vós, ao vosso Coração Imaculado, nesta hora trágica da história humana, confiamos, entregamos, consagramos não só a Santa Igreja, corpo místico de vosso Jesus, que pena e sangra em tantas partes e por tantos modos atribulada, mas também todo o mundo, dilacerado por exiciais discórdias, abrasado em incêndios de ódio, vítima de suas próprias iniquidades.
Comovam-Vos tantas ruínas materiais e morais; tantas dores, tantas agonias dos pais, das mães, dos esposos, dos irmãos, das criancinhas inocentes; tantas vidas ceifadas em flor; tantos corpos despedaçados numa horrenda carnificina; tantas almas torturadas e agonizantes, tantas em perigo de se perderem eternamente.
Vós, Mãe de misericórdia, impetrai-nos de Deus a paz! E primeiro as graças que podem num momento converter os humanos corações, as graças que preparam, conciliam, asseguram a paz! Rainha da paz, rogai por nós e dai ao mundo em guerra a paz por que os povos suspiram, a paz na verdade, na justiça, na caridade de Cristo. Dai-lhe a paz das armas e das almas, para que na tranqüilidade da ordem se dilate o Reino de Deus. (...)
Os defensores do Papa Pio XII e de suas ideias marianas observam que, de fato, a situação na guerra melhorou notadamente para os Aliados. Pouco depois, na Segunda Batalha de El Alamein, as forças britânicas obtiveram uma virada de grande importância. Segundo Winston Churchill - que não era conhecido como devoto mariano -, pode-se praticamente dizer que, antes de El Alamein, não tivemos nenhuma vitória, mas, depois, nenhuma derrota. No Pacífico, as forças dos Estados Unidos venceram uma batalha crucial poucos dias depois da consagração. A queda de Estalinegrado teve início poucos dias depois, com o cerco de 19 de novembro de 1942. A rendição dos alemães ocorreu em 2 de fevereiro de 1943, dia da festa mariana da Candelária (chamada, popularmente, de festa de Nossa Senhora das Candeias). A opinião não é unânime, mas popular entre os devotos marianos do Papa Pio XII.
O renomado mariologista Gabriel Roschini designou a consagração da humanidade ao Imaculado Coração de Maria de 1942 "a maior honra imaginável. É a mais elevada manifestação da veneração mariana". A consagração abre novas perspectivas para a história da salvação. Ele e outros vêem a consagração como uma nova "via mariana", uma nova definição do que significa o humano, entre o coletivismo e o liberalismo ilimitado. A consagração à Virgem Maria feita pelo Papa significa o início de uma "era da Igreja": por intermédio de Maria, compreendemos o destino sobrenatural da humanidade e de todos os seres humanos.